# Xylotrupes pachycera
Xylotrupes pachycera är en skalbaggsart som beskrevs av Rowland 2006. Xylotrupes pachycera ingår i släktet Xylotrupes och familjen Dynastidae. Inga underarter finns listade i Catalogue of Life.